# China World Trade Center Tower III
Il China World Trade Center Tower III è un grattacielo situato a Pechino, in Cina, completato nel 2009.
Il grattacielo è occupato da un hotel a 5 stelle con 270 stanze, da uffici (dal piano 1 al 55) ed esercizi commerciali.
Il grattacielo presenta una notevole somiglianza estetica con le due torri del World Trade Center di New York, distrutte durante gli attentati dell'11 settembre 2001.